# Antônio Carlos Cruz Santos
Antônio Carlos Cruz Santos MSC (* 25. November 1961 in Rio de Janeiro) ist ein brasilianischer Ordensgeistlicher und römisch-katholischer Bischof von Petrolina.

## Leben
Antônio Carlos Cruz Santos wurde in Penedo getauft und gefirmt. Er besuchte ab 1973 das Kleine Seminar Nossa Senhora do Sagrado Coração in Juiz de Fora. Anschließend trat er der Ordensgemeinschaft der Herz-Jesu-Missionare bei und legte am 2. Februar 1988 die Profess ab. Er studierte von 1984 bis 1986 Philosophie am Priesterseminar Paulo VI in Nova Iguaçu und von 1989 bis 1992 Katholische Theologie an der Faculdade Jesuíta (FAJE) in Belo Horizonte. Am 12. Dezember 1992 empfing er das Sakrament der Priesterweihe.
Nach der Priesterweihe war Santos zunächst als Pfarrvikar der Pfarrei Pai Eterno e São José in Rio de Janeiro und als Seelsorger in der Siedlung Cidade de Deus tätig. Von 1995 bis 1997 war er Ausbilder am Juniorat der Herz-Jesu-Missionare in Contagem im Erzbistum Belo Horizonte und Pfarrvikar der dortigen Pfarrei Nossa Senhora do Sagrado Coração. Daneben erwarb Santos nach weiterführenden Studien an der Pontifícia Universidade Católica de Minas Gerais in Belo Horizonte ein Lizenziat im Fach Philosophie. Anschließend wirkte er von 1998 bis 2001 in der Ausbildung der Postulanten der Herz-Jesu-Missionare in Belford Roxo im Bistum Nova Iguaçu und als Pfarrvikar in der dortigen Pfarrei São Judas Tadeu sowie als Verantwortlicher für die Berufungspastoral. Von 2003 bis 2011 fungierte er als Novizenmeister und als Pfarrvikar der Pfarrei Senhor Bom Jesus in Pirassununga im Bistum Limeira. Danach wirkte er kurzzeitig als Provinzial der Ordensprovinz Rio de Janeiro seiner Ordensgemeinschaft mit Sitz in Niterói. Ab 2012 war Santos Provinzial der Pro-Ordensprovinz Juiz de Fora und Pfarrvikar der Pfarrei Nossa Senhora da Soledade in Itajubá.
Papst Franziskus ernannte ihn am 12. Februar 2014 zum Bischof von Caicó. Die Bischofsweihe spendete ihm der emeritierte Bischof von Pinheiro, Ricardo Pedro Paglia MSC, am 10. Mai desselben Jahres in der Kirche São Pedro de Alcântara in São Gonçalo. Mitkonsekratoren waren der Bischof von Crato, Fernando Panico MSC, und der Erzbischof von Natal, Jaime Vieira Rocha. Die Amtseinführung im Bistum fand zwei Wochen später statt. Sein Wahlspruch Olharão para aquele que transpassaran („Sie werden auf den blicken, den sie durchbohrt haben“) stammt aus Joh 19,37 . Zudem fungierte Santos als Vizepräsident der Region Nordeste 2 der Brasilianischen Bischofskonferenz. Ferner war er in der Region Nordeste 2 für die Berufungspastoral und die sozialen Kommunikationsmittel zuständig.
Am 24. April 2024 bestellte ihn Papst Franziskus zum Bischof von Petrolina. Die Amtseinführung erfolgte am 29. Juni desselben Jahres.